# UFC 267
UFC 267: Błachowicz vs. Teixeira（ユーエフシー・ツーシックスティセブン：ブラホヴィッチ・バーサス・テイシェイラ）は、アメリカ合衆国の総合格闘技団体「UFC」の大会の一つ。2021年10月30日、アブダビ・ヤス島のファイトアイランド内エティハド・アリーナで開催された。

## 大会概要
本大会は王者ヤン・ブラホヴィッチと挑戦者グローバー・テイシェイラによるUFC世界ライトヘビー級タイトルマッチ、ピョートル・ヤンとコーリー・サンドヘイゲンによるUFC世界バンタム級暫定王座決定戦が組まれた。

## 試合結果

### プレリミナリーカード
第1試合 フライ級 5分3R
○  タギル・ウランベコフ vs.  アラン・ナシメント ×
3R終了 判定2-1（28-29、29-28、29-28）
第2試合 ミドル級 5分3R
○  アンドレ・ペトロスキー vs.  フー・ヤオゾン ×
3R 4:46 肩固め
第3試合 フェザー級 5分3R
○  リローン・マーフィー vs.  マクワン・アミルカーニ ×
2R 0:14 KO（右膝蹴り→パウンド）
第4試合 ライトヘビー級 5分3R
○  ミハル・オレクシェイチュク vs.  シャミル・ガムザトフ ×
1R 3:31 TKO（左アッパー→パウンド）
第5試合 ウェルター級 5分3R
○  エリゼウ・ドス・サントス vs.  ブノワ・サン＝デニ ×
3R終了 判定3-0（29-26、29-26、29-26）
第6試合 ミドル級 5分3R
○  アルベルト・デュラエフ vs.  ロマン・コピィロフ ×
3R終了 判定3-0（30-27、29-27、29-27）
第7試合 フェザー級 5分3R
○  ズバイラ・ツフゴフ vs.  リカルド・ラモス ×
3R終了 判定3-0（29-28、29-28、29-28）
第8試合 女子ストロー級 5分3R
○  アマンダ・ヒバス vs.  ビルナ・ジャンジロバ ×
3R終了 判定3-0（29-28、29-28、29-28）

### メインカード
第9試合 ライトヘビー級 5分3R
○  マゴメド・アンカラエフ vs.  ヴォルカン・オーズデミア ×
3R終了 判定3-0（30-27、30-27、29-28）
第10試合 ウェルター級 5分3R
○  カムザット・チマエフ vs.  リー・ジンリャン ×
1R 3:16 リアネイキドチョーク
第11試合 ヘビー級 5分3R
○  アレキサンダー・ヴォルコフ vs.  マルチン・ティブラ ×
3R終了 判定3-0（30-27、30-27、29-28）
第12試合 ライト級 5分3R
○  イスラム・マカチェフ vs.  ダン・フッカー ×
1R 2:25 キムラロック
第13試合 UFC世界バンタム級暫定王座決定戦 5分5R
○  ピョートル・ヤン vs.  コーリー・サンドヘイゲン ×
5R終了 判定3-0（49-46、49-46、49-46）
※ヤンが暫定王座獲得に成功。
第14試合 UFC世界ライトヘビー級タイトルマッチ 5分5R
○  グローバー・テイシェイラ vs.  ヤン・ブラホヴィッチ ×
2R 3:02 リアネイキドチョーク
※テイシェイラが王座獲得に成功。

### 各賞
ファイト・オブ・ザ・ナイト：ピョートル・ヤン vs. コーリー・サンドヘイゲン
パフォーマンス・オブ・ザ・ナイト：グローバー・テイシェイラ、カムザット・チマエフ
各選手にはボーナスとして5万ドルが授与された。

### カード変更
負傷などによるカードの変更は以下の通り。